# تاج ميكيموتو
 تاج العنقاء (كانجي: 御木 本 不 死鳥 王冠) المعروف أيضاً باسم تاج ميكيموتو هو إكليل يطوق رأس حاملات لقب ملكة جمال الكون، تم صنع التاج بواسطة شركةميكيموتو بيرل في توبا ، محافظة ميه، باليابان التي تستخدمها منظمة ملكة جمال الكون، سبقه استخدام تصميم عصري متغير من سيدة ولي العهد التقليدية المستخدمة منذ 1970s. بين خبراء مسابقة ملكة الجمال، يُعتبر التاج أحد أكثر التاجات شهرة التي يبحث عنها حاملو ملكة الجمال.
الجواهري الياباني ميكيموتو معروف بإبداعات اللؤلؤ. تم الكشف عن التاج لأول مرة في عام 2002 كقطعة تذكارية للاحتفال بالذكرى 50 لملكة جمال الكون واستخدم لمدة خمس سنوات. إنه مصنوع من الذهب الأصفر والأبيض، وله تصميم من سبع ريشات مستوحاة من طائر العنقاء أو فينغهوانغ، وقيمته المقدرة تبلغ 250,000 دولار . كانت ترتديه لأول مرة ملكة جمال الكون عام 2002 أوكسانا فيدوروفا الروسية.
كانت آخر مرة توجت ملكة جمال به عندما فازت ريو موري اليابانية عام 2007. كما شوهدت بيا وورتزباخ وهي ترتدي التاج لتصويرها النهائي في صورة ملكة جمال الكون 2015 .
إذا لاحظت ذلك، فلم يستخدموا التاج الألماسي المصنوع من الألماس أو التاج البلوري الأزرق الذي ترتديه ملكة جمال الكون من 2014 إلى 2016. حصلت ديمي لي على تاج ميكيموتو الشهير عندما فازت.

## قائمة ملكات جمال الكون الذين ارتدوا تاج ميكيموتو
| عام  | البلد               | ملكة جمال الكون    |
| ---- | ------------------- | ------------------ |
| 2002 | روسيا               | أوكسانا فيدوروفا   |
| 2002 | بنما                | خوستيني باسيك      |
| 2003 | جمهورية الدومينيكان | أميليا فيغا        |
| 2004 | أستراليا            | جنيفر هوكينز       |
| 2005 | كندا                | ناتالي جليبوفا     |
| 2006 | بورتوريكو           | زليخة ريفيرا       |
| 2007 | اليابان             | ريو موري           |
| 2018 | الفلبين             | كاتريونا غراي      |
| 2017 | جنوب أفريقيا        | ديمي لاي نيل بيترس |